# Anthothelidae
Anthothelidae Broch, 1916 è una famiglia di octocoralli dell'ordine Alcyonacea.

## Descrizione
Anthothelidae sono delle gorgonie che si distinguono per una medulla (parte interna dello sclerasse) che contiene scleriti non saldate fra di loro ed è separata dal cortex (parte esterna dello sclerasse) da canali longitudinali. L'inclusione di diversi generi di Anthothelidae nelle analisi filogenetiche molecolari di Octocorallia suggerisce che la famiglia non sia monofiletica.
Le specie di questa famiglia hanno varie forme, da quella a ventaglio a fronde espanse a foglia a cespuglio, arborescenti e anche incrostanti. I polipi sono spesso dotati di scleriti e possono disporsi su tutta la superficie del ramo oppure localizzati solo in talune posizioni. Questi coralli non raggiungono grandi dimensioni e solo le specie a forma eretta si sviluppano al massimo per 1,5 metri di altezza e 50-60 centimetri di larghezza. In generale sono privi di simbionti fotosintetici, anche se le specie di Erythropodium e Alertigorgia sono zooxantellati.
Gli Anthothelidae sono diffusi principalmente nei mari tropicali a batimetrie medio-basse o in acque profonde.

## Tassonomia
La famiglia è composta dai seguenti generi:
- Alertigorgia Kükenthal, 1908
- Anthothela Verrill, 1879
- Briareopsis Bayer, 1993
- Erythropodium Kölliker, 1865
- Iciligorgia Duchassaing, 1870
- Lateothela Moore, Alderslade & Miller, 2017
- Solenocaulon Gray, 1862
- Stereogorgia
- Tubigorgia Pasternak, 1985
- Williamsium Moore, Alderslade & Miller, 2017